# Al-Amirijja (Hama)
Al-Amirijja (arab. العامرية) – wieś w Syrii, w muhafazie Hama. W 2004 roku liczyła 402 mieszkańców.